# Haley Gibby
Haley Gibby es una vocalista vinculada con la música electrónica, conocida por colaborar en producciones de Ryan Raddon (Kaskade) en canciones como “I Remember” y “Move For Me ”.
Integró la agrupación Summer Of Space, conformada Finn Bjarnson (integrante de Late Night Alumni) y Ryan Raddon. En 2007 lanzaron un álbum homónimo, el único hasta el momento. Cita como influencia en su carrera a las artistas a Tori Amos y Jewel
Como solista lanzó su álbum debut en 2010, por el sello Ultra Records titulado “All This Love”.

## Discografía

### Álbumes de estudio
como Haley
- All This Love (2010)

como parte de Summer of Space
- Summer of Space (2007)

### Colaboraciones
| Año  | Canción              | Artista(s)            | Álbum                |
| ---- | -------------------- | --------------------- | -------------------- |
| 2006 | "Soft Upon the Lips" | Kaskade               | The Calm             |
| 2006 | "Arrival"            | Kaskade               | Love Mysterious      |
| 2008 | "Move for Me"        | Kaskade & deadmau5    | Strobelite Seduction |
| 2008 | "I Remember"         | deadmau5 & Kaskade    | Random Album Title   |
| 2008 | "Step One Two"       | Kaskade               | Strobelite Seduction |
| 2009 | "Gravity"            | ATB                   | Future Memories      |
| 2009 | "So Far Away"        | Kaskade & Seamus Haji | So Far Away          |
| 2010 | "Dynasty"            | Kaskade               | Dynasty              |
| 2010 | "Don't Stop Dancing" | Kaskade & EDX         | Dynasty              |
| 2010 | "Only You"           | Kaskade & Tiësto      | Dynasty              |
| 2010 | "Don't Wait"         | Kaskade               | Dynasty              |
| 2011 | "Llove"              | Kaskade               | Fire & Ice           |
| 2013 | "Floating"           | Kaskade               | Atmosphere           |